# Ермиона Ефеска
Ермиона Ефеска (стгрч. ΕρμιονηΕρμιονη, † око 117) је ранохришћанска мученица. У Великом Минеју, Ермиониа се назива Јермиониа.

## Биографија
Ермиона Ефеска, према Минеју Василија II, је ћерка апостола Филипа. Дела апостолска говоре да је апостол Филип имао четири кћери које су имале дар пророштва: „А сутрадан Павле и ми који бијасмо с њим изиђоше и дођосмо у Кесарију, и ушавши у кућу Филипа јеванђелисте, једног од седморица [ђакона], остадоше с њим. Имао је четири девичанске ћерке које су прорицале.” (Дела 21:8-9).
Према делима из 10. века: Синаксар Цариградске цркве и Минеј Василија II, Ермиона и њене три сестре живеле су за време цара Трајана. Заједно са својом сестром, која се зове Евтихија (старогрчки: Ευτυχιδα) или Евтихаја (старогрчки: Ευτυχης), Ермиона је отишла у Ефес да пронађе и почасти апостола Јована Богослова, али га он није нашала. Овде, према Прологу, налазе ученика апостола Павла Петронија и, угледајући се на њега у свему, постају његови ученици. Ермиона, савладавајући вештину медицине, помаже многим хришћанима и лечи болести силом Христовом. Када су сестре биле у Ефесу, у град је стигао цар Трајан, који је кренуо у рат против Персијанаца. Цар је наредио да се Ермиона ухвати. Безуспешно је покушао да јр убеди да се одрекне Исуса Христа,Цар Трајан је наредио да је туку по лицу. Ермиона је цару Трајану предвидела победу над Персијанцима и пренос власти на његовог зета Хадријана. Пошто ништа није постигао, Трајан ослобађа Ермиону; и сам се каје. 
Ермиона је наставила да живи у Ефесу и наставља да лечи људе. Под царем Хадријаном, она је поново ухваћена и претрпела је многа мучења: бачена је у котао са растопљеним сумпором и калајем, немилосрдно тучена и стављена на врео тигањ. Али је остала неповређена, након чега је цар наредио да јој се одсече глава. Џелатима:Теодулу и Тимотеју су се осушиле руке , али када су поверовали у Христа, Ермиона их је исцелила. Према Синаксару Цариградске цркве, Ермиона је умрла у миру и сахрањена у Ефесу. Према Минеју Василија II, Ермиона, њена сестра Евтихија и џелати који су поверовали у Христа били су сви заједно обезглављени.